# Acer candatum
Acer candatum é uma espécie de árvore do gênero Acer, pertencente à família Aceraceae.